# Ngraçan
Ngraçan là một xã trong quận Mallakastër thuộc hạt Fier, Albania. Dân số năm 2005 là 1027 người.